# Medalha Conceição dos Bugres
A medalha Conceição dos Bugres é uma premiação anual da Assembleia Legislativa do estado brasileiro do Mato Grosso do Sul com o objetivo de homenagear pessoas e associações de destaque no artesanato regional. O nome da medalha homenageia a artesã Conceição Freitas da Silva (1914-1984), popularmente conhecida como Conceição dos Bugres. Ela é reconhecida como uma das maiores artesãs da história do estado. Suas esculturas, os "Bugres", são consideradas os artefatos mais representativos da arte, cultura e identidade sul-mato-grossense. A medalha é considerada pela classe de artesãos sul-mato-grossenses como o “Oscar do artesanato".

## História
A medalha foi instituída no dia 19 de fevereiro de 2013. Desde então, os deputados da Assembleia Legislativa do Mato Grosso do Sul entregaram, anualmente, a medalha Conceição dos Bugres às pessoas e associações artesãs de destaque do ano. A escolha é feita pelos deputados e é entregue, em sessão solene, durante a Semana Estadual do Artesanato. O nome da premiação homenageia a artesã Conceição Freitas da Silva, conhecida popularmente como Conceição dos Bugres.

### Semana Estadual do Artesanato
O estado do Mato Grosso do Sul tem instituída uma semana de homenagem aos artesãos regionais, chamada Semana Estadual do Artesanato. Durante essa semana são homenageados, anualmente, artesãos que expressem a cultura sul-mato-grossense em sua arte e que transmitem seus conhecimentos de geração em geração. As homenagens se dão por meio de exposição dos artesanatos no Saguão Arte Mulher Nelly Martins e entrega da medalha Conceição dos Bugres.

## Conceição e os Bugres
Conceição é reconhecida como uma das maiores artesãs da história das artes do estado, devido a seu trabalho com as esculturas dos "Bugres". Suas esculturas são reconhecidas como o objeto mais representativo da arte sul-mato-grossense. É considerado o "principal artefato da iconografia de Mato Grosso do Sul" e "ícone de cultura local".
Esculpido em madeira com golpes secos e retos de facão e recoberto com cera de abelha, os cabelos e os detalhes do rosto das esculturas são em preto.
Conceição Freitas da Silva nasceu no dia 8 de dezembro de 1914, na localidade de Povinho de Santiago no estado brasileiro do Rio Grande do Sul. Migrou aos 6 anos de idade para Mato Grosso do Sul, primeiro Ponta Porã e depois, em 1957, para Campo Grande, onde viveu até sua morte, em 1984. Após o falecimento de Conceição, seu trabalho foi continuado por seu marido e filho. Depois disso, seu neto Mariano Antunes Cabral Silva assumiu as esculturas, dando continuidade a produção.

O neto de Conceição, Mariano Silva, ao receber a medalha Conceição dos Bugres em 2017 afirmou:
"Eu aprendi a fazer as peças direto com a minha avó [Conceição dos Bugres]. A confecção é feita toda manualmente. Eu coleto a madeira, encero agora com cera amarela, esculpo a boca, mãos, cabelo nariz e depois pinto uma a uma. Ela pintava com carvão. Essa peça virou um ícone de Mato Grosso do Sul e hoje é reconhecida no mundo todo. Eu me senti emocionado com essa solenidade de hoje, é uma honra receber essa homenagem”

## Importância da medalha
Na ocasião da primeira entrega da medalha Conceição dos Bugres, o presidente da Fundação de Cultura de Mato Grosso do Sul, Américo Calheiros, afirmou:
“Uma medalha que traz o nome Conceição dos Bugres, um dos grandes símbolos do artesanato no nosso Estado. Podemos dizer que foi a pioneira ao atravessar as fronteiras de MS, levando para bem longe muito além do que ela imaginava, agregando valor e mostrando a nossa identidade. Sem dúvida uma homenagem muito importante”. 
A presidente da Associação dos Artesãos da Praça dos Imigrantes, Helena Rondon afirmou repetidas vezes a importância da medalha para a classe dos artesãos, o reconhecimento da profissão que é, muitas vezes, marginalizada e excluída. Segundo ela, a homenagem é considerada como o “Oscar do artesanato".
Para a presidente da Federação das Associações dos Artesãos de Mato Grosso do Sul, Bia Barros, a premiação serviu como incentivo importante para os artistas: “É uma valorização para aqueles que já receberam a medalha e motivação para os outros que podem vir a ser destaque no próximo ano”.

## Homenageados
Ao longo das edições de premiação mais de uma centena de artesãos foram agraciados com a medalha Conceição dos Bugres.
A seguir, a lista de associações de classe que foram premiadas:
| Ano  | Entidades premiadas com a medalha Conceição dos Bugres |
| ---- | --- |
| 2016 | - Associação dos Artesãos de Mato Grosso do Sul - Associação de Arte e Artesanato Vale da Esperança |
| 2017 | - Sindicato dos Artesãos de Mato Grosso do Sul - Associação dos Produtores Artesanais e Artistas Populares de MS - Associação dos Artesãos da Praça dos Imigrantes - Associação dos Microempreendedores Individuais de MS - Associação dos Artesãos de Mato Grosso do Sul |
| 2018 | - Associação de Mulheres Arts Fish - Associação dos Artesãos de Sidrolândia. |
| 2019 | - Associação de Artesãos Serra da Bodoquena |